# Lothar Müthel
Lothar Müthel (* 18. Februar 1896 in Berlin; † 4. September 1964 in Frankfurt am Main; bürgerlicher Name Lothar Max Lütcke) war ein deutscher Schauspieler und Regisseur.

## Leben
Nach seiner Ausbildung an Max Reinhardts Schauspielschule in Berlin war Müthel zunächst am Theater tätig. Er erhielt ein Engagement am Deutschen Theater Berlin, wo er bis 1917 wirkte.
Zugleich spielte er kleinere Rollen in Filmen wie in Paul von Woringens Kurzfilm Paragraph 14 BGB aus dem Jahr 1915. In Der Golem, wie er in die Welt kam, einem deutschen Horrorfilm von Carl Boese und Paul Wegener aus dem Jahr 1920 spielte er die Rolle des Junker Florian. Weitere Rollen übernahm Müthel in Fritz Langs Der müde Tod 1921 und als Mönch in Faust – eine deutsche Volkssage 1926. Müthel trat nur einmal in einem Tonfilm auf, 1931 in Gustav Ucickys Yorck, in dem er Carl von Clausewitz verkörperte.
1933 spielte Müthel den Albert Leo Schlageter im gleichnamigen Stück von Hanns Johst, das anlässlich von Hitlers Geburtstag uraufgeführt wurde. Zum 1. Mai 1933 trat Müthel der NSDAP bei (Mitgliedsnummer 2.590.811).
Den Schwerpunkt von Müthels Schaffen bildete in der NS-Zeit zunehmend das Theater. Am Staatstheater Berlin war er in den 1930er Jahren als Regisseur tätig. Dort inszenierte er im Jahre 1938 für den NS-Dramatiker Eberhard Wolfgang Möller das Struensee-Drama Der Sturz des Ministers, das laut Neuer Zürcher Zeitung „durchaus achtungsvolle Aufnahme“ fand. Daneben gehörte Müthel dem Präsidialrat der Reichstheaterkammer an und wurde von Joseph Goebbels 1935 zum Mitglied des Reichskultursenats ernannt. Von 1939 bis 1945 war Müthel Direktor des Wiener Burgtheaters. Hier gab er dem achtzehnjährigen Oskar Werner eine Chance als Theaterschauspieler. 1943 inszenierte Müthel am Burgtheater auf Wunsch des Reichsstatthalters und Gauleiters von Wien, Baldur von Schirach, das Stück Der Kaufmann von Venedig von William Shakespeare mit Werner Krauß in der Rolle des Juden Shylock, wobei nach Autor Oliver Rathkolb „die ideologische (d. h. antisemitische) Vergewaltigung des Originaltextes kaum mehr zu ‚übertreffen‘ war“.
Nach dem Krieg wurde Müthel 1951 Schauspieldirektor bei den Städtischen Bühnen in Frankfurt am Main. Hier inszenierte Müthel unter anderen Don Carlos, Faust und Wallenstein. Von 1955 bis 1958 war er Regisseur am Theater in der Josefstadt in Wien und brachte hier beispielsweise Henrik Ibsens Gespenster, Federico García Lorcas Bernarda Albas Haus, Shakespeares Hamlet mit Oskar Werner und Ibsens Die Wildente zur Aufführung.
Lothar Müthel war mit der Sängerin Marga Reuter verheiratet. Müthels Tochter Lola Müthel wurde ebenfalls Schauspielerin.

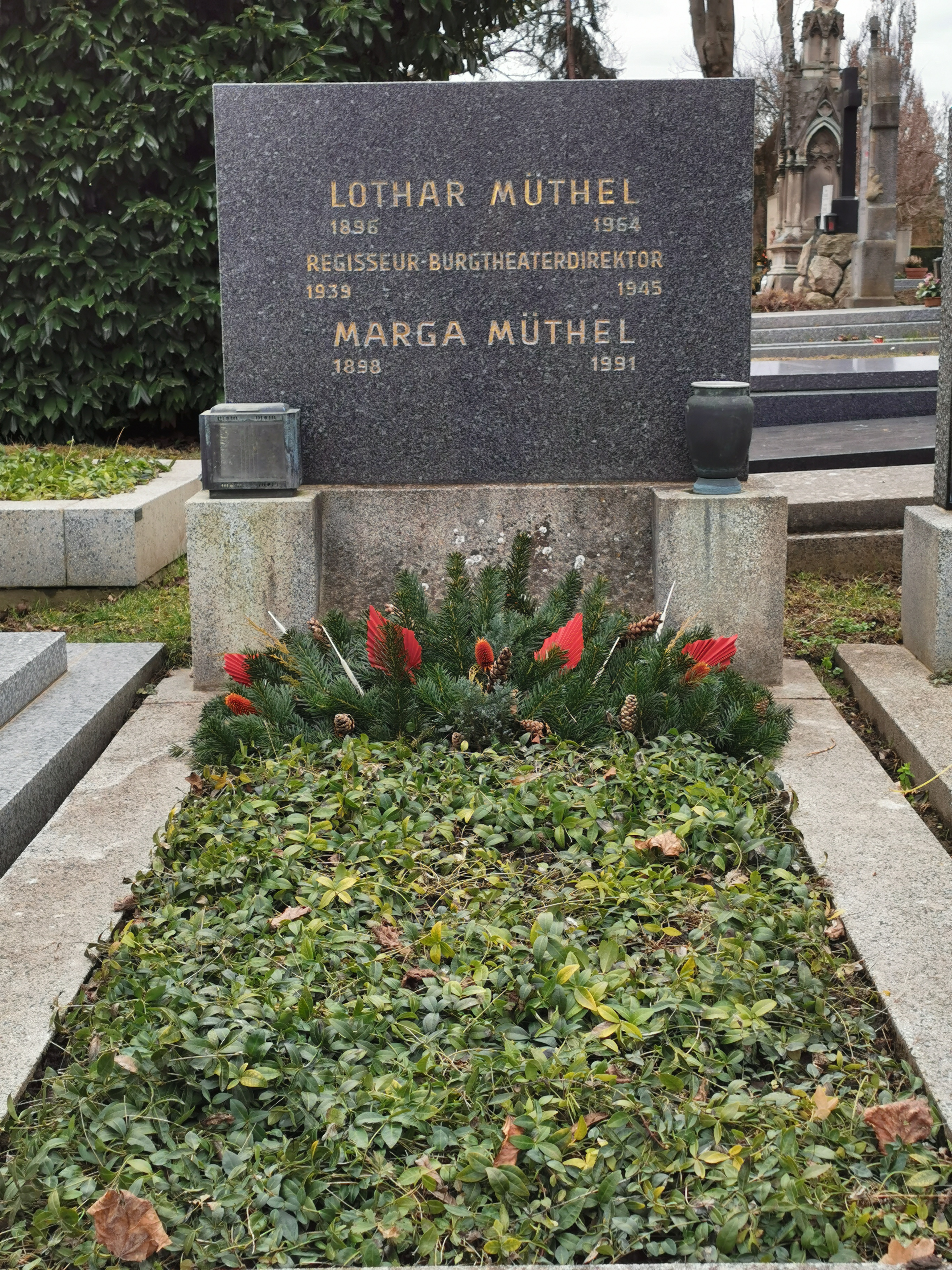
Grab auf dem Wiener Zentralfriedhof

Er wurde auf dem Wiener Zentralfriedhof (33E-3-22) in einem ehrenhalber gewidmeten Grab beigesetzt.

## Filmografie
- 1915: § 14 BGB
- 1919: Der Galeerensträfling (2 Teile)
- 1920: Die Frau im Himmel
- 1920: Der Richter von Zalamea
- 1920: Die Tarantel
- 1920: Die Nacht der Königin Isabeau
- 1920: Der Golem, wie er in die Welt kam
- 1920: Das Haupt des Juarez
- 1921: Der müde Tod
- 1921: Die Schuld des Grafen Weronski
- 1922: Lucrezia Borgia
- 1922: Der falsche Dimitry
- 1925: Götz von Berlichingen zubenannt mit der eisernen Hand
- 1926: Faust – eine deutsche Volkssage
- 1931: Yorck